# Садовый (Жердевский район)
Садовый — посёлок в Жердевском районе Тамбовской области России.
Входит в Преображеновский сельсовет.
На территории посёлка находится АО «Плодопитомник Жердевский», специализирующееся на выращивании саженец различных сортов (яблоки, вишня, смородина, груша, алыча, абрикос), а также имеются в продаже яблоки и вишня.

## География
Расположен на реке Таловая (впадающей в Осиновку — в нижний правый приток Савалы), в 5 км к западу от райцентра, города Жердевка, и в 100 км по прямой к югу от центра города Тамбова.
В 6 км к западу находится деревня Цветовка (центр Преображеновского сельсовета).

## Население
| 2002 | 2010 |
| ---- | ---- |
| 402  | ↘329 |

Согласно результатам переписи 2002 года, в национальной структуре населения русские составляли 86 % от жителей.